# Симптом Ауспіца
Симптом Ауспіца (англ. Auspitz' symptom) — діагностичний симптом при псоріазі. Він також може спостерігатися при хворобі Дар'є (Darier's disease) та актинічному кератозі (actinic keratosis). 
Сутність симптому полягає у виникненні точкової кровотечі при псоріазі після зняття луски на поверхні бляшок. Є результатом витончення епідермального шару, який покриває кінчики дермальних сосочків. Кровоносні судини всередині сосочків розширені та звивисті, часто кровоточать після видалення луски.
Незважаючи на те, що симптом традиційно асоціюється з псоріазом, подальші дослідження виявили, що ознака Ауспіца має дуже малу діагностичну цінність для захворювання. Це пов’язано з тим, що лише невелика кількість лусочок псоріазу кровоточить після видалення. Це вказує на те, що симптом Ауспіца не є ані високочутливим, ані специфічним для псоріазу, і тому її слід використовувати лише в поєднанні з іншими ознаками для встановлення діагнозу.

## Етимологія
Названий на честь австрійського дерматолога Генріха Ауспіца (Heinrich Auspitz). Генріх Ауспіц не був першим, хто виявив знак, названий на його честь. Наставник Ауспіца у Віденському медичному університеті Фердинанд фон Гебра та паризький дерматолог Марі Девержі (Marie-Guillaume-Alphonse Devergie) першими помітили точкові крововиливи, які лежать під лусками псоріазу.